# Jimara albida
Jimara albida är en insektsart som beskrevs av Irena Dworakowska 1977. Jimara albida ingår i släktet Jimara och familjen dvärgstritar. Inga underarter finns listade i Catalogue of Life.